# Leichtathletik-Länderkampf der Männer 1978 Schweiz – BR Deutschland – Jugoslawien
| 14. Leichtathletik-Länderkampf mit bundesdeutscher Beteiligung 1978 | 14. Leichtathletik-Länderkampf mit bundesdeutscher Beteiligung 1978 |
| ------------------------------------------------------------------- | ------------------------------------------------------------------- |
|                                                                     |                                                                     |
| Ländervergleich der Männer: Schweiz – BR Deutschland – Jugoslawien  |                                                                     |
| Austragungsort                                                      | Olten                                                               |
| Wettbewerbe                                                         | 20                                                                  |
| Datum                                                               | 9./10. September                                                    |
| 1. FRG 2. SUI 3. YUG                                                | 145 Punkte 141 Punkte 134 Punkte                                    |
| Chronik                                                             |                                                                     |
| ← FRG-NLD-SUI Str'lauf (M)                                          | FRG-FIN (M) →                                                       |

Im vierzehnten Vergleich des Länderkampfjahres 1978 trafen die Männer der Bundesrepublik Deutschland auf die Schweiz und Jugoslawien. Am 9./10. September kamen die drei Nationen im Schweizer Ort Olten zusammen. In einem solchen Dreiländerkampf waren die drei Teams bisher noch nicht aufeinander getroffen, einzeln hatte es dagegen schon Begegnungen mit dem allgemeinen Leichtathletikprogramm miteinander gegeben. Mit den Gegnern aus der Schweiz hatten sich die bundesdeutschen Leichtathleten bereits 32 Mal gemessen, die Bilanz lautete hier 31 zu 1 für Deutschland. Zwischen Jugoslawien und Deutschland hatten in der Vergangenheit vier Begegnungen stattgefunden, die letzte lag allerdings schon 23 Jahre zurück. Alle diese vorangegangenen Aufeinandertreffen hatten die deutschen Sportler für sich entschieden. Zu dem Dreiländertreffen in Olten trat die bundesdeutsche Mannschaft in einer Zweitbesetzung an.

## Modus
Auf dem Programm standen die bei Länderkämpfen üblichen zwanzig Disziplinen. Aus dem olympischen Wettbewerbskatalog fehlten nur der Marathonlauf, die beiden Disziplinen im Straßengehen und der Zehnkampf. Am Start waren zwei Teilnehmer je Land und Wettbewerb. In den Einzelwettbewerben wurden die Punkte verteilt wie folgt: 1. Platz: 7 P / 2. Pl.: 5 P / 3. Pl.: 4 P / 4. Pl.: 3 P / … In den Staffeln gab es wie üblich fünf zu zwei Punkte.

## Ergebnis
In dieser Begegnung ging es eng zu in den einzelnen Bereichen. Von den Einzelläufen gewann die Bundesrepublik vier, die Schweiz drei und Jugoslawien ein Rennen. Zwei Wettbewerbe endeten unentschieden zwischen der Schweiz und Jugoslawien. Jedes Team erzielte je einen Doppelerfolg. Die beiden Staffeln sicherte sich die Schweiz. In der Kategorie Sprung entschieden die jugoslawischen und bundesdeutschen Vertreter bei jeweils einem Doppelerfolg je eine Disziplin für sich. Die anderen beiden Wettbewerbe endeten unentschieden – ein Mal zwischen Deutschland und Jugoslawien sowie ein Mal zwischen der Schweiz und Jugoslawien. Den Bereich Wurf/Stoß teilten sich die Bundesrepublik und die Schweiz mit je zwei Siegen bei je einem Doppelerfolg. Die Bundesrepublik Deutschland gewann am Ende mit 145 Punkten vor der nur vier Punkte zurückliegenden Schweiz. Nur weitere sieben Punkte dahinter kam Jugoslawien auf den dritten Platz.

## Legende
Kurze Übersicht zur Bedeutung der Symbolik – so üblicherweise auch in sonstigen Veröffentlichungen verwendet:
| DNF | nicht im Ziel (did not finish) |
| NMH | keine Höhe (No Mark)           |

## Resultate

### 100 m
| Platz | Athlet            | Land | Zeit (s) |
| ----- | ----------------- | ---- | -------- |
| 1     | Urs Gisler        | SUI  | 10,75    |
| 2     | Hans-Jörg Ziegler | SUI  | 10,89    |
| 3     | Dragan Zarić      | YUG  | 10,93    |
| 4     | Wolfgang Jäger    | FRG  | 11,09    |
| 5     | Alexander Popović | YUG  | 11,14    |
| 6     | Max Bossong       | FRG  | 11,18    |

Datum: 9. September

### 200 m
| Platz | Athlet            | Land | Zeit (s) |
| ----- | ----------------- | ---- | -------- |
| 1     | Peter Muster      | SUI  | 20,96    |
| 2     | Dragan Zarić      | YUG  | 21,48    |
| 3     | Urs Gisler        | SUI  | 21,53    |
| 4     | Željko Knapić     | YUG  | 21,61    |
| 5     | Thomas Schultheiß | FRG  | 21,85    |
| 6     | Uwe Fegert        | FRG  | 22,92    |

Datum: 10. September

### 400 m
| Platz | Athlet           | Land | Zeit (s) |
| ----- | ---------------- | ---- | -------- |
| 1     | Joachim Rabstein | FRG  | 46,93    |
| 2     | Rolf Gisler      | SUI  | 47,18    |
| 3     | Željko Knapić    | YUG  | 47,58    |
| 4     | Michael Düsing   | FRG  | 47,71    |
| 5     | Konstantin Vogt  | SUI  | 47,77    |
| 6     | Milovan Savić    | YUG  | 47,99    |

Datum: 9. September

### 800 m
| Platz | Athlet            | Land | Zeit (min) |
| ----- | ----------------- | ---- | ---------- |
| 1     | Dragan Životić    | YUG  | 1:47,8     |
| 2     | Milovan Savić     | YUG  | 1:48,4     |
| 3     | Hans-Peter Ferner | FRG  | 1:48,6     |
| 4     | Rolf Gysin        | SUI  | 1:49,1     |
| 5     | Dieter Riebe      | FRG  | 1:49,4     |
| 6     | Gerard Vonlanthen | SUI  | 1:49,5     |

Datum: 10. September

### 1500 m
| Platz | Athlet          | Land | Zeit (min) |
| ----- | --------------- | ---- | ---------- |
| 1     | Michael Lederer | FRG  | 3:50,31    |
| 2     | Pierre Délèze   | SUI  | 3:50,32    |
| 3     | Bernhard Vifian | SUI  | 3:50,34    |
| 4     | Karl-Heinz Seck | FRG  | 3:51,80    |
| 5     | Bosko Bozinović | YUG  | 3:52,30    |
| 6     | Milan Medan     | YUG  | 3:54,15    |

Datum: 9. September

### 5000 m
| Platz | Athlet                  | Land | Zeit (min) |
| ----- | ----------------------- | ---- | ---------- |
| 1     | Markus Ryffel           | SUI  | 13:52,7    |
| 2     | Zoran Molović           | YUG  | 14:00,1    |
| 3     | Klaus-Peter Hildenbrand | FRG  | 14:00,9    |
| 4     | Stanko Lisec            | YUG  | 14:03,5    |
| 5     | Peter Belger            | FRG  | 14:04,1    |
| 6     | Fredi Griner            | SUI  | 14:40,8    |

Datum: 10. September

### 10.000 m
| Platz | Athlet             | Land | Zeit (min) |
| ----- | ------------------ | ---- | ---------- |
| 1     | Dirk Sander        | FRG  | 29:06,6    |
| 2     | Slavko Kuzmanović  | YUG  | 29:08,5    |
| 3     | Valdur Koha        | FRG  | 29:13,9    |
| 4     | Jean-Pierre Berset | SUI  | 29:16,2    |
| 5     | Richard Umberg     | SUI  | 30:15,8    |
| DNF   | Dušan Janićijević  | YUG  |            |

Datum: 9. September

### 110 m Hürden
| Platz | Athlet            | Land | Zeit (s) |
| ----- | ----------------- | ---- | -------- |
| 1     | Roberto Schneider | SUI  | 13,82    |
| 2     | Borislav Pisić    | YUG  | 13,93    |
| 3     | Petar Vukicević   | YUG  | 14,04    |
| 4     | Beat Pfister      | SUI  | 14,07    |
| 5     | Hans-Gerd Klein   | FRG  | 14,45    |
| 6     | Karl-Jörg Kerl    | FRG  | 15,17    |

Datum: 10. September

### 400 m Hürden
| Platz | Athlet        | Land | Zeit (s) |
| ----- | ------------- | ---- | -------- |
| 1     | Rok Kopitar   | YUG  | 50,01    |
| 2     | Franz Meier   | SUI  | 50,04    |
| 3     | Peter Haas    | SUI  | 50,37    |
| 4     | Thomas Löwe   | FRG  | 50,38    |
| 5     | Anton Gluhak  | YUG  | 51,47    |
| 6     | Frank Czioska | FRG  | 51,73    |

Datum: 9. September

### 3000 m Hindernis
| Platz | Athlet         | Land | Zeit (min) |
| ----- | -------------- | ---- | ---------- |
| 1     | Josef Lechner  | FRG  | 8:45,6     |
| 2     | Oskar Huber    | FRG  | 8:46,8     |
| 3     | Roland Hertner | SUI  | 8:47,9     |
| 4     | Beat Steffen   | SUI  | 8:55,4     |
| 5     | Franc Novak    | YUG  | 8:57,2     |
| 6     | Mijo Sertić    | YUG  | 9:19,7     |

Datum: 10. September

### 4 × 100 m Staffel
| Platz | Besetzung      | Land                                                        | Zeit (s)                        |
| ----- | -------------- | ----------------------------------------------------------- | ------------------------------- |
| 1     | Schweiz        | Franco Fähndrich Urs Gisler Peter Muster Hans-Jörg Ziegler  | 40,35                           |
| 2     | Jugoslawien    | Dragan Zarić Alexander Popović Željko Knapić Borislav Pisić | 40,68                           |
| 3     | BR Deutschland | Max Bossong Uwe Fegert Wolfgang Jäger Thomas Schultheiß     | Stabverlust beim ersten Wechsel |

Datum: 9. September

### 4 × 400 m Staffel
| Platz | Besetzung      | Land                                                      | Zeit (min) |
| ----- | -------------- | --------------------------------------------------------- | ---------- |
| 1     | Schweiz        | Rolf Strittmatter Peter Haas Konstantin Vogt Rolf Gisler  | 3:05,5     |
| 2     | BR Deutschland | Thomas Löwe Axel Salander Michael Düsing Joachim Rabstein | 3:05,7     |
| 3     | Jugoslawien    | Željko Knapić Dragan Životić Milovan Savić Anton Gluhak   | 3:06,2     |

Datum: 10. September

### Hochsprung
| Platz | Athlet           | Land | Höhe (m)                       |
| ----- | ---------------- | ---- | ------------------------------ |
| 1     | Harald Scherer   | FRG  | 2,10                           |
| 2     | Bernd Mühle      | FRG  | 2,10                           |
| 3     | Danijal Temin    | YUG  | 2,05                           |
| 4     | Vasa Komnenić    | YUG  | 2,05                           |
| 5     | Roland Dalhäuser | SUI  | 2,00                           |
| NMH   | Paul Gränicher   | SUI  | Anfangshöhe nicht übersprungen |

Datum: 9. September

### Stabhochsprung
| Platz | Athlet           | Land | Höhe (m)                       |
| ----- | ---------------- | ---- | ------------------------------ |
| 1     | Felix Böhni      | SUI  | 5,20                           |
| 2     | Miran Bizjak     | YUG  | 5,00                           |
| 3     | Gerold Heinrich  | FRG  | 4,90                           |
| 4     | Zelimir Sarcević | YUG  | 4,70                           |
| 5     | Roland Weiler    | FRG  | 4,60                           |
| NMH   | Heinz Born       | SUI  | Anfangshöhe nicht übersprungen |

Datum: 10. September

### Weitsprung
| Platz | Athlet             | Land | Weite (m) |
| ----- | ------------------ | ---- | --------- |
| 1     | Nenad Stekić       | YUG  | 8,00      |
| 2     | Hans-Jürgen Berger | FRG  | 7,64      |
| 3     | Axel Salander      | FRG  | 7,39      |
| 4     | Elmar Sidler       | SUI  | 7,36      |
| 5     | Fahrudin Jahić     | YUG  | 7,29      |
| 6     | René Gloor         | SUI  | 7,27      |

Datum: 10. September

### Dreisprung
| Platz | Athlet           | Land | Weite (m) |
| ----- | ---------------- | ---- | --------- |
| 1     | Miloš Sreiović   | YUG  | 16,59     |
| 2     | Milan Spasojević | YUG  | 16,12     |
| 3     | Richard Kick     | FRG  | 15,56     |
| 4     | Wolfram Walther  | FRG  | 15,54     |
| 5     | Markus Pichler   | SUI  | 15,52     |
| 6     | Victor Bühlmann  | SUI  | 15,00     |

Datum: 10. September

### Kugelstoßen
| Platz | Athlet                  | Land | Weite (m) |
| ----- | ----------------------- | ---- | --------- |
| 1     | Jean-Pierre Egger       | SUI  | 19,12     |
| 2     | Vladimir Milić          | YUG  | 18,50     |
| 3     | Josef Forst             | FRG  | 18,42     |
| 4     | Claus-Dieter Föhrenbach | FRG  | 17,40     |
| 5     | Jovan Lazarević         | YUG  | 17,40     |
| 6     | Rudolf Andereggen       | SUI  | 16,37     |

Datum: 10. September

### Diskuswurf
| Platz | Athlet          | Land | Weite (m) |
| ----- | --------------- | ---- | --------- |
| 1     | Lothar Pongratz | FRG  | 58,60     |
| 2     | Rolf Danneberg  | FRG  | 56,38     |
| 3     | Vladimir Milić  | YUG  | 55,74     |
| 4     | Dmitar Marceta  | YUG  | 52,20     |
| 5     | Heinz Stettler  | SUI  | 51,12     |
| 6     | Alfred Diezi    | SUI  | 48,88     |

Datum: 9. September

### Hammerwurf
| Platz | Athlet             | Land | Weite (m) |
| ----- | ------------------ | ---- | --------- |
| 1     | Klaus Ploghaus     | FRG  | 68,88     |
| 2     | Peter Stiefenhofer | SUI  | 65,30     |
| 3     | Andreas Eder       | FRG  | 62,96     |
| 4     | Sreko Stiglić      | YUG  | 61,20     |
| 5     | Drazen Goić        | YUG  | 58,80     |
| 6     | Roger Schneider    | SUI  | 57,26     |

Datum: 9. September

### Speerwurf
| Platz | Athlet            | Land | Weite (m) |
| ----- | ----------------- | ---- | --------- |
| 1     | Peter Maync       | SUI  | 75,42     |
| 2     | Arthur Stierli    | SUI  | 74,34     |
| 3     | Ottmar Strattner  | FRG  | 73,70     |
| 4     | Josef Schaftarzik | FRG  | 72,26     |
| 5     | Žarko Primorac    | YUG  | 71,96     |
| 6     | Nedjo Djurović    | YUG  | 70,82     |

Datum: 10. September